# Spendin
Koordinaten: 53° 38′ N, 12° 5′ O
Spendin ist ein Ortsteil der Gemeinde Dobbertin im Landkreis Ludwigslust-Parchim in Mecklenburg-Vorpommern.

## Geografie
Der kleine Ort Spendin liegt am Nordwestrand im Naturpark Nossentiner/Schwinzer Heide, zweieinhalb km nördlich von Dobbertin. Als wichtigste Verkehrsverbindung führt die Landstraße 17 von Goldberg über Dobbertin an Spendin vorbei nach Güstrow.
Das Dorf liegt auf einer Höhe von etwa 53 m über NHN. Östlich befindet sich der Spendiner See. Das Klosteramt ließ ab 1866 die sandigen Ackerflächen des Feldes Spandin aufforsten, es sind die heutigen Spendiner Tannen südwestlich um Spendin und südlich um den Spendiner See. Auch dort wurde großflächig aufgeforstet. Im östlichen Verlandungsbereich des Spendiner Sees befindet sich im Erlenbruch ein gut erhaltener Ringwall.

## Geschichte
Spendin ist eine der jüngsten Gründungen des Klosters Dobbertin. Die Ersterwähnung des Ortes fand im 18. Jahrhundert statt. Doch schon am 23. November 1237 wurde in einer Klosterurkunde ein See Spandine erwähnt. Um 1600 war dann wieder von einem Feld Spandin die Rede. Die Grenzbeschreibungen des Dobbertiner Kerngebietes von 1237 und 1274 gaben auch Anlass zu einer dortigen slawischen Siedlung. Das Dorf soll im Zuge der ersten Klostergründung nach Dobbertin umgesiedelt worden sein, doch außer einem erhaltenen Ringwall gibt es keine weiteren Belege. Die Feldmark war danach wüst und wurde von Dobbertin aus bearbeitet. Der Name Spendin geht auf einen slawischen Personennamen Spad oder Spanda zurück. Die Spendiner Tannen bildeten die Grenze zum Klosterland, der Gerichtsberg stand auf der Dobbertiner Seite. Spendin und auch Lüschow sind Orte, die keine mittelalterliche Überlieferung erfuhren.
Durch die Spendiner Tannen führt ein Teilstück der alten Heerstraße von Parchim nach Güstrow. Sie trifft im Wald auf den Fahrweg von Dobbertin nach Kleesten, wo heute noch ein alter beschrifteter Wegweiserstein aus dem Klosteramtsgebiet steht. Am 15. November 1728 wurde der Spendiner Schäfer Michael Meseken als bei einer Klage des Klosters Marienfließ in der Stepenitz gegen die Gemeinde Krempendorff als Zeuge vor dem Königlich Preußischen Kammergericht in Berlin verhört.
Um 1859 soll es in Spendin auch einen Begräbnisplatz gegeben haben.

### Dorf und Klostergut
Der Hof in Spendin wurde durch das Klosteramt Dobbertin erst nach dem Dreißigjährigen Krieg angelegt und als Meyerey, auch Schäferei bezeichnet. 1705 soll im Hof der Meyerei Spendin schon ein Wohnhaus, eine Scheune und ein Viehstall gestanden haben. Nach 40 Jahren gab es dort neben dem Wohnhaus, der alten Scheune und dem alten Vieh-Haus noch einen Korn-Speicher und im Garten 51 Obstbäume. Von der ersten Verwalterfamilie Wiencken ist in dem vorliegenden Protokoll vom 26. August 1747 zu einem Gerichtsverfahren von Ehezerwürfnissen zu lesen. Das Klosteramtsgericht leitete der Klosterhauptmann, der Geheimrat Henning von Graf von Bassewitz und der Küchenmeister Engelck Paschen Friese. Protokollant war der Amtsactuar Johann Friese. Anwesend waren von den Tagelöhnern Christian Knuttel, Hans Jacob Kapcke, Elisabeth Sulcken und Christa Niexkarcken. 1751 lebten auf dem Hofe Spannin neben dem Verwalter Friedrich Wiencken mit seiner Frau Sophie und den Söhnen Friedrich und Adolph noch der Schäfer Christian Ehlers mit seiner Frau Julia. Der Dobbertiner Pastor Christian Hintzmann nannte im Beichtkinderverzeichnis am 6. Juni 1751 noch Jonas Wegener, Friedrich Möller, Vieck Dunckern, Trien Möllern, Johann Witt und Trien Garling, die in Spendin wohnten. Im Intelligenzblatt vom 27. August 1757 wurde von einem Verfahren des Klosteramtes wegen aufgehäufter Schulden des ehemaligen Spendiner Pächters Johann Friedrich Wiencken berichtet. Auf dem Hof arbeiteten Sophie Elisabeth Wendten, Ilsabe Garlingen, Ernst Johann Fründt. der junge Berkenthin und der Schäfer Solf Ernst. 1757 wurde schon ein Pferdestall, ein Schafstall und ein Schweine-Koben erwähnt. Wie aus Gerichtssachen zu erfahren, hatte 1763 der Pensionär Wienecken wieder finanzielle Probleme, dass hier das Klosteramt Dobbertin sogar die Juristische Fakultät der Universität Greifswald um Hilfe bat.
Am 22. September 1767 schlossen der Klosterhauptmann Johann Diedrich von der Osten mit seinen beiden Provisoren August Friedrich von Stralendorff und Hans Friedrich Christian von Krakewitz mit Johann Hinrich Arenholtz einen neuen Pachtvertrag über die Höfe Kleesten und Spendin. Neben dem Wohnhaus, dem Schäfer-Haus mit Schafstall, dem Vieh-Haus und dem Schweine Kofen gab noch den Korn-Speicher und ein Back-Haus. 1769 klagte der Güstrower Kaufmann Anton Crotogino gegen den Pächter Arenholtz wegen Nichtbezahlung seiner Schulden vor dem Klosteramtsgericht.
Am 18. September 1772 wurde der Pachtkontrakt mit der Witwe Sophia Dorothea Arenholtz bis 1773 verlängert. Am 29. Juni 1773 heiratete sie als geborene Sophia Dorotheas Schröder den Pächter Johann Christian Lierow, dessen ältester Sohn Hartwig Christian Lierow (1794–1838) das Gut Spendin 1801 übernahm. Ihr zweiter Sohn Ludwig Lierow (1800–1874) wurde Amtsschreiber und Amtsaktuar im Klosteramt Dobbertin und der jüngste Sohn Gustav Lierow (1813–1891) war in der Patronatskirche zu Lohmen 53 Jahre Pastor und nebenbei auch Dichter und Schriftsteller. Pächter Lierow starb mit 60 Jahren an der Gicht. Die Meyerei Kleesten übernahm der Schäfer Johann Bohnhoff.
Doch schon am 21. Oktober 1773 erfolgte die Übergabe des Hofes einschließlich der Pferde, Ochsen, Kühe, Schweine und dem Feder-Vieh an Johann Christian Lierow. Der Pachtkontrakt mit Johann Christian Lierow wurde am 11. Januar 1793 durch die Provisoren Rittmeister Gottfried Hartwig von Weltzien und Hauptmann Bernhard Christoph von Bücher verlängert. Den handschriftlichen Pachtvertrag mit 31 § hatte der Amtsaktuar Johann Heinrich Giesecke aufgesetzt. Am 20. November 1793 beschloss das Klosterkomitee auf dem Landtag zu Sternberg: Da der Pächter Lierow zu Spendin zum gerechten Mitleyden, sowohl durch Hagelschlag als bey der neuen Einrichtung ansehnlich gelitten hätte, so würde demselben die Schuld von 190 rthl. womit er zum Rest eingesetzt stünde, erlaßen.
Ab 24. Juni 1822 übernahm Ökonom Carl Simoni aus Lüschow die Höfe in Spendin und in Kleesten. 1840 sollen auf dem Hof 28 Einwohner gelebt haben. 1845 wurde eine neue massive Scheune errichtet.
Nach Besichtigung des Hofes am 10. Februar 1848 im Beisein des Klosterhauptmanns Johann Carl Peter Baron von Le Fort mit seinem Syndicus, dem Rechtsanwalt Kanzleirat Carl Jacob Heinrich Burmeister übernahm Fritz Friedrich Christian Franz Seemann am 8. August 1848 das Pächterhaus, die Scheune, den Schafstall und das zugehörige Land mit dem Spendiner See. 1848 heiratete er die Pächtertochter Louise Bade. Nach Pachtrückständen bat er schon 1849 beim Klosteramt in Dobbertin um Pachterlass. Von 1850 bis 1851 soll Christoph Bühring mit seinen 11 Kindern von Spendin aus seit 1836 noch Jellen und seit 1837 Kleesten bewirtschaftet haben. Am 13. Februar 1862 unterschrieb Fritz Seemann in Anwesenheit des Klosterhauptmanns Otto Julius Freiherr von Maltzan und den Provisoren Vice-Landmarshall Johann Heinrich Carl von Behr auf Hindenberg und Landrat Josias von Plüskow auf Kowalz einen Pachtvertrag von 65 Seiten mit Karten vom Hof und den Ländereien von 1861. 1866 waren die Tagelöhner Köpke und Ehlert aus Kleesten, Garling aus Jellen, Meyer, Cord und Schäfer Wienke in Spendin. Der Forstinspektor Julius Garthe vom Klosterforstamt Dobbertin ließ ab 1866 die wenig brauchbaren Bruch- und Sandflächen zwischen Spendin und Kleesten aufforsten. 1876 hatte Spendin 39 Einwohner. Auf dem Landtag zu Sternberg empfahlen die Klostervorsteher den Pachtvertrag für die Höfe Spendin und Kleesten mit dem Pensionär Seemann zu verlängern, da die tüchtige Wirtschaftlichkeit Seemanns gegeben war. 1883 übernahm dann sein 27-jähriger Sohn Hugo Seemann die Pachtung in Spendin und Kleesten und wirtschaftete dort bis 1890. Er hatte schon vier Jahre lang seinen Vater unterstützt. Nachdem Fritz Seemanns Frau verstorben war, sei er nach 35 Jahren Bewirtschaftung der Klostergüter Spendin und Kleesten wirtschaftlich unlustig geworden und starb ein Jahr später in Rostock. Auf dem Hof Spendin sollen nach einer Gebäudebeschreibung von 1888 neben dem Wohnhaus noch das Milchhaus, das Schweinehaus, das Viehhaus, der Schafstall, die Scheune, das Federviehhaus und der Pferdestall gestanden haben.
Nach Ablauf der Pachtverträge hatte 1889 bei einer öffentlichen Ausschreibung der Ökonom Fritz Voss aus Gnoien den Zuschlag der Neuverpachtung des Klostergutes Spendin für 8400 Mark abzüglich der Ackerflächen mit der Neuansamung von Kiefern erhalten. Der Kontrakt wurde durch den Klosterhauptmann Landrat Thedwig von Oertzen und seinen Provisoren Landrat Josia von Plüskow und Erblandmarschall Carl Friedrich Ludwig von Lützow für die Klostergüter Spendin und Kleesten auf vierzehn Jahre abgeschlossen. Fritz Voss bewirtschaftet die 322,6 ha mit einem Schäfer und sechs Tagelöhnern.

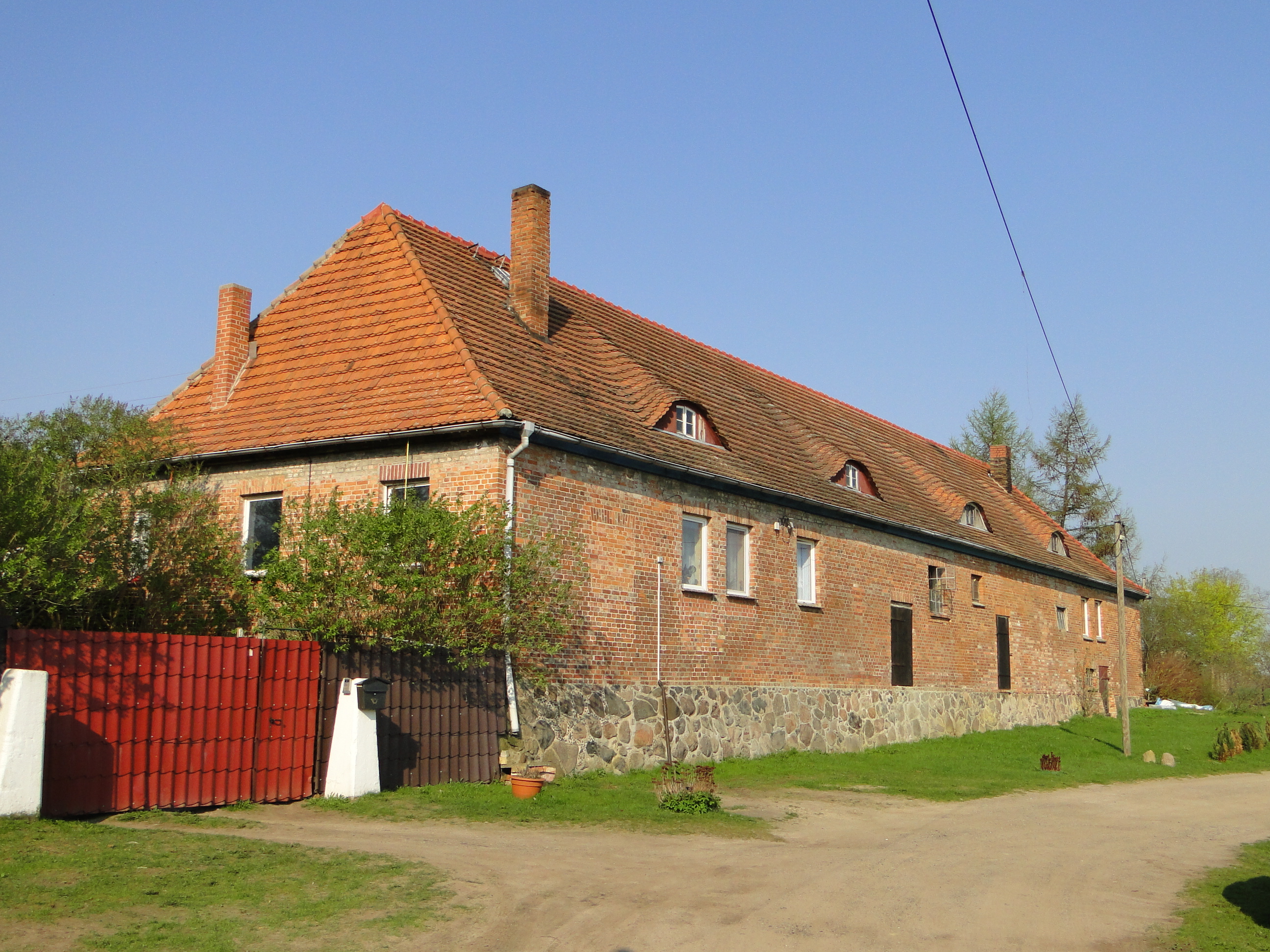
Ehemaliger Speicher, heute Wohnungen (2011)

1907 wurde die Pachtung Spendin der Witwe des 1906 verstorbenen Pächters Fritz Voss abgenommen und mit einem geringen Anteil der früheren Kleestener Feldmark an den Landmann Adolf Michael für 6800 Mark jährlich verpachtet. Die Fläche betrug 226,5 ha, wovon 20 ha auf Wasserflächen entfielen. 1911 erfolgte durch den Dobbertiner Amtsmaurermeister Andreas der Anbau am Schweinestall für 2 404,37 Mark. Durch ein schweres Nervenleiden war Pächter Adolf Michael Ende 1915 nicht mehr in der Lage, die Wirtschaft ordnungsgemäß zu leiten, denn sein einziger Sohn war im Krieg. Die Pachtung wurde ihm auf Vorschlag der Klostervorsteher abgenommen und an den Landwirt Wilhelm Leplow neu verpachtet.
Diese bewirtschafteten die Domäne Spendin bis 1945.

### Domänengut
Nach Auflösung des Klosteramtes 1918 wurde Spendin eine staatliche Domäne mit 244,77 ha Besitzstand. Mit dem Pächter Wilhelm Leplow wurde am 31. März 1921 der Pachtvertrag über den Hof Spendin bis 1939 verlängert. Am 1. Oktober 1922 ist dann die Ortschaft Spendin von der Landgemeinde Dobbertin getrennt worden und danach mit der Landgemeinde Kläden-Neuhof vereinigt.
Bereits 1921 musste ein neuer 29 m tiefer Hofbrunnen gebohrt werden, da der alte Brunnen kein Wasser mehr lieferte. 1924 wurde die Wasserversorgungsanlage weiter ausgebaut. Der Brunnen erhielt eine Pumpe mit Göpelwerk, im Dachboden des Pferdestalls wurde ein Behälter für 4000 Liter eingebaut und Leitungen zum Viehhaus, dem Wohnhaus und dem Schweinehaus mit Zapfstellen angelegt. 1925 wurde eine große Bretterscheune für 250 Fuder für die am 26. Mai 1925 infolge Blitzschlages abgebrannte massive Hofscheune gebaut, die heute noch vorhanden ist. 1926 erfolgte bei verkleinertem Grundriss der Wiederaufbau der abgebrannten Hofscheune. Sie wurde danach als Düngerlager, Maschinen- und Geräteraum mit Kornboden genutzt. 1927 erfolgte der Neubau des Viehhauses als Ersatz für das am 8. Juli 1927 abgebrannte alte Viehhaus und dem mit abgebrannten als Jungviehstall genutzten früheren Schafstall. Das Vieh konnte damals gerettet werden. Wilhelm Leplow bewirtschaftete das Domänengut mit 226,5 ha, wovon 20 ha auf Wasserflächen entfielen. Sein Tierbestand waren 25 Pferde, 76 Schweine und 89 Rinder, davon 36 Milchkühe. Am 20. September 1928 wurden mehrere Strohmieten in Brand gesteckt. Das durch Blitzschlag 1929 abgebrannte Dach des Pferdestalls erhielt 1931 als einziges Weichdachgebäude mit Dachpappe eine Blitzschutzanlage.
Bei einer am 6. Mai 1932 durchgeführten Inventur wurden auf dem Pächterhof gezählt: 1 Dienstpferd, 14 Arbeitspferde, 1 Bulle, 29 Milchkühe, 19 Kälber, 100 Schweine, 1 Eber, 100 Hühner, 4 Puten und 20 Enten. An Technik und Geräten waren vorhanden: ein Motorpflug, eine elektrische Lichtanlage, diverse Drillmaschinen, Grasmäher, Kartoffelroder, Ackergeräte, Molkereigeräte mit 25 Milchkannen und zwei Milchwagen, neun Ackerwagen und ein Wasserwagen.
Seit 1924 gab es eine elektrische Anlage, bestehend aus Gleichstrrom-Nebenschluss-Dynamo 115/160 V, 6 kW mit Antrieb durch Rohölmotor und Akkumulatorenbatterie. Die Stromversorgung war nur für das Pächterhaus und die Hofgebäude errichtet worden. Die Pumpe der Wasserversorgungsanlage wurde durch einen Elektromotor getrieben. Die vorgesehenen Feuerlöschgeräte, wie Feuereimer, Feuerkufen, Haken und Feuerleitern, waren bei den letzten Bränden vernichtet worden und wurden durch neuere Geräte ersetzt. Darunter waren zwei Minimax-Handfeuerlöscher Typ G  9 und zwei Typ S  12, drei Total-Kohlensäure-Trockenlöscher Typ C und einer Typ J.
Als der Domänenpächter Leplow am 9. August 1934 verstorben war, bewirtschaftete seine Frau Ottilie mit den Söhnen das Gut weiter. Vor der Neuverpachtung 1941 hatte am 21. Juni 1939 der Baurat Heinrich Wehmeyer von der Hochbauabteilung des Kreises Parchim neben dem Gutshaus auch alle vorhandenen Hofgebäude begutachtet.
Pferdestall
Die Ringwände bestanden aus Lehmkluten mit äußerer Mauersteinverkleidung. Das Dach war mit Schilfrohr eingedeckt und mit Blitzableitern versehen. Es gab einen Stallraum für vier Gespanne, einen Fremdenpferdestall, eine Knechtekammer und einen Wagenschauer. Diesen hatte der Pächter zum Kraftwagenraum hergerichtet. In zwei weiteren Räumen befand sich die elektrische Anlage mit Rohölmotor, Dynamomaschine und den Batterien. Auf dem Boden befanden sich fast 20 Fuder Heu und der Behälter für 4000 Liter der Wasserversorgungsanlage. Eine Treppe fehlte.
Geflügelstall
Das über 80 Jahre alte massive Gebäude mit einfach gedecktem Ziegeldach befand sich baulich in mittelmäßigen Zustand. Er enthielt zwei Räume für Geflügel, eine Stellmacherwerkstatt und mehrere Räume für Kleingeräte und Brennholz. Am Westgiebel war ein Wagenschuppen mit Pappdach angebaut worden, der 1929 erneuert wurde. So konnte man die Wagen mit der neuen Gummibereifung besser schützen.
Geräte- und Düngerlager mit Kornboden
1926 als massives Gebäude mit Ziegeldach auf den Resten der abgebrannten Hofscheune erbaut. Im Erdgeschoss wurden landwirtschaftliche Maschinen untergestellt und ein mit Klinkerfußboden versehener Raum war zur Kornlagerung vorgesehen. Darunter befand sich der große Kartoffelkeller. Der Dachboden mit 260 m² Lagerfläche wurde als Kornboden genutzt. Im gesonderten Düngerlager konnten 1200 Zentner gelagert werden.
Viehhaus
Der Kuhstall wurde 1927 für das abgebrannte alte Viehhaus als massives Gebäude mit Mansarddach und Biberschwanz-Kronendeckung errichtet. Er wurde als Tiefstall mit an Laufschienen hängenden, seitlich und in der Höhe verstellbaren Krippen versehen und hatte Platz für 52 Milchkühe und 20 Kälber. Durch eine Querdurchfahrt war der Jungviehstall für 40 Kühe und 12 Fohlen abgetrennt. Auf dem Dachboden konnten 100 Fuder Heu und 50 Fuder Stroh gelagert werden. Das Viehhaus war an die Wasserleitung angeschlossen, doch eine ordnungsmässige Dungstätte mit Jauchegrube fehlt.
Bretterscheune

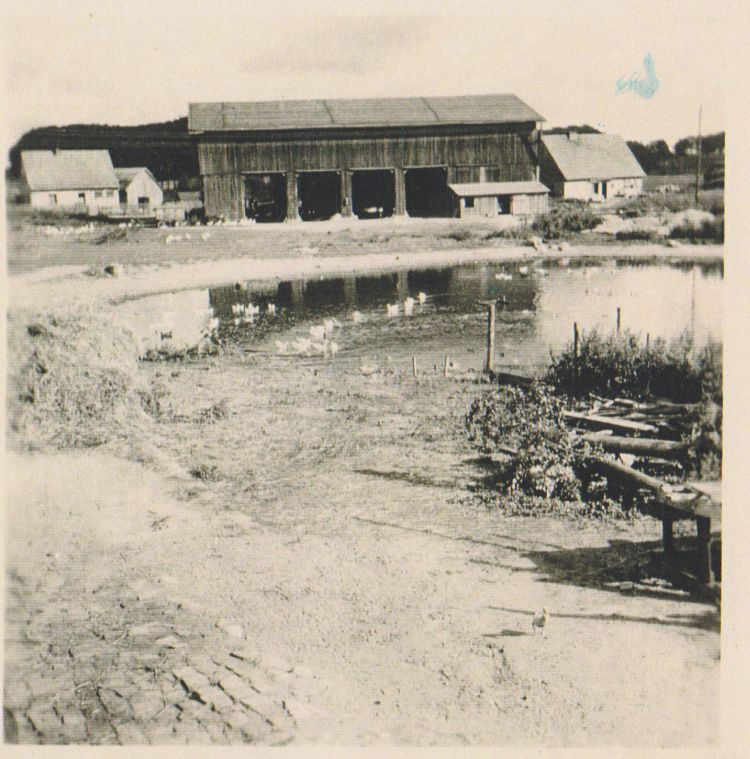
Bretterscheune von 1925 (1960)

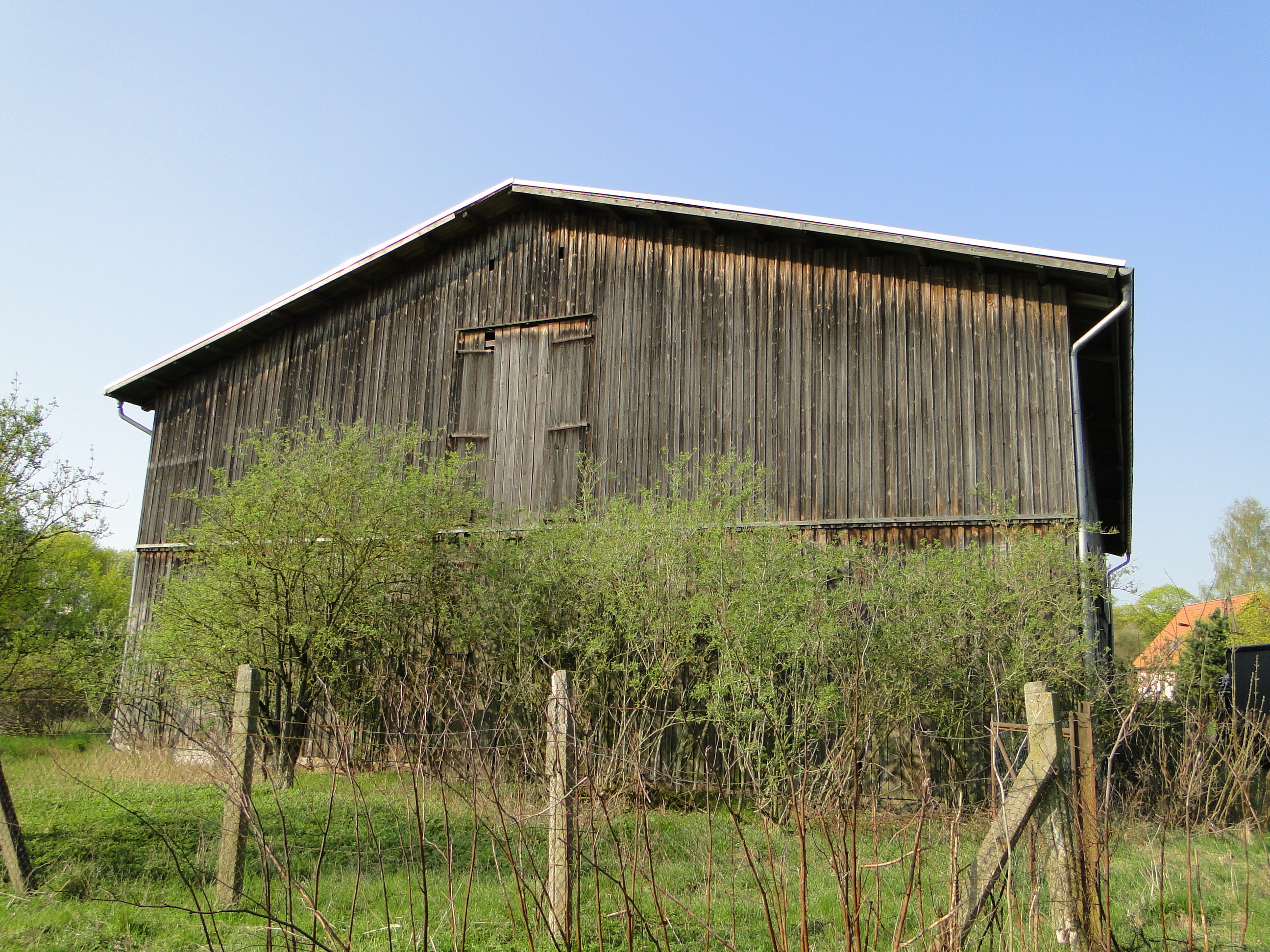
Spendin Bretterscheune von 1925 (2011)

Die heute noch vorhandene Bretterscheune wurde 1925 als Ersatz für die abgebrannte Hofscheune errichtet. Sie wurde mit Schnittholz in Stülpschalung verkleidet und hat ein Pappdach. In der Scheune können 250 bis 260 Fuder geborgen werden.
Schweinehaus
Das massive Steingebäude mit einfachen Biberschwanzdach hatte auch eine Futterküche und einen Kartoffelraum. Es gab sechs Buchten für Mastschweine und acht Buchten für Zuchtsauen. Da sich der Stall unmittelbar am Teich befand, gab es durch Feuchtigkeit und Kälte häufiger Probleme bei der Ferkelaufzucht.
Wirtschaftshaus
In dem über 80 Jahre alten massiven Steingebäude befanden sich die Waschküche, Räume für Holz und Kohlen und Leutestuben. Der bauliche Zustand war gut.
Zur Neuverpachtung der Domäne Spendin am 16. Dezember 1939 an die Familie Leplow mit drei volljährigen Söhnen hatte auch die NSDAP keine Bedenken. In einem Fragebogen vom 17. Januar 1940 ist zu lesen: Sohn ist Parteigenosse, Frau Ottilie Leplow, geb. Murswick ist politisch nicht hervorgetreten, das Verhältnis des Pächters zu seinen Leuten den polnischen Arbeitern ist sehr schlecht. Am 22. Mai 1940 erfolgte durch den Staatsminister Dr. Scharf mit Oberbaurat Oeding aus Schwerin und dem Landrat Roschlaub mit dem Baurat Wehmeyer aus Parchim im Beisein des Pächters Wilhelm Leplow die Besichtigung der Domäne in Spendin. Am 1. Juli 1941 erfolgte eine Weiterverpachtung an Wilhelm Leplow, der als tüchtiger Ackerwirt galt. Auch der Kreisleiter und der Kreisbauernführer hatten sich bei der Neuverpachtung mit dem bisherigen Pächter durch dessen politische Einstellung einverstanden erklärt.
Pächter des Klosteramtes:
- 1744–1767 Joachim Friedrich Wiencken, mit Meyerei Kleisten
- 1767–1773 Johann Hinrich Arenholtz, auch Hof Spendin, weiter mit Witwe Sophia Dorothea Arenholtz[40]
- 1773–1796 Johann Christian Lierow
- 1796–1801 Johann Christian Lierow[41]
- 1801–1809 Hartwig Christian Friedrich Lierow[42]
- 1804–1811 Carl Leopold Stammer
- 1822–1826 Carl Simonis aus Lüschow
- 1826–1838 Hartwig Christian Friedrich Lierow[43]
- 1848–1883 Friedrich Christian Franz Seemann[44]
- 1883–1890 weitere Verpachtung mit Sohn Hugo Seemann[45][46]
- 1890–1913 Ökonom Fritz Voss aus Gnoien
- 1913–1915 Landmann Adolf Michael[47]
- 1916–1937 Wilhelm Leplow mit Söhnen und Frau Ottilie[48]
- 1937–1945 Landwirt Wilhelm Leplow
- 1945–1952 Otto Letzow
- 1952–1958 LPG Frohe Zukunft Spendin
- 1958–1989 Zusammenschluss mit LPG Kurt Bürger in Dobbertin
- 1990 Agrargenossenschaft Dobbertin

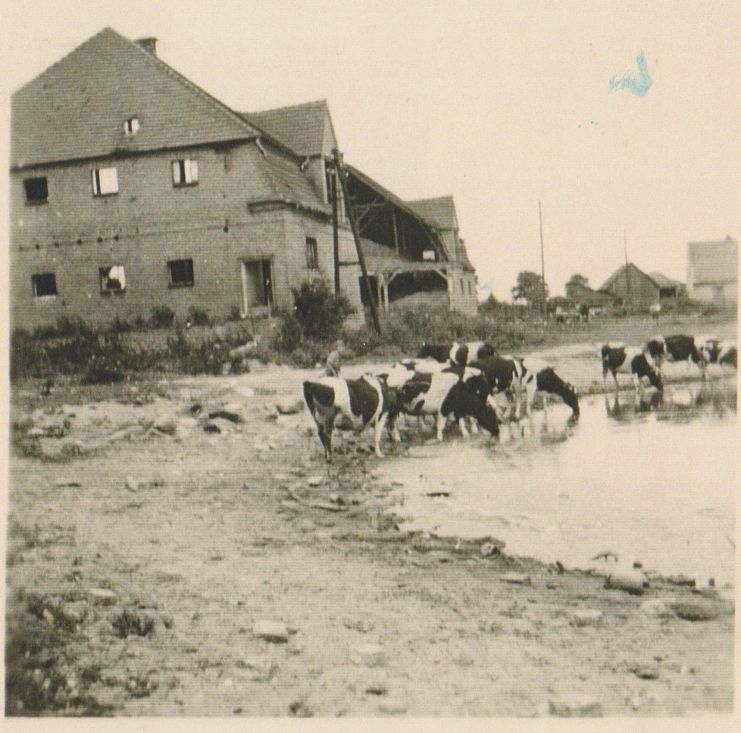
Spendiner Wirtschaftsgebäude mit Kühen am Dorfteich (1960)

Nach Durchführung der Bodenreform 1946 erhielten 16 Landarbeiter und Landlose sowie zwei Umsiedler insgesamt 2144 ha von der fast 217 umfassenden Gutsfläche. 1953 wurde auch in Spendin die Bildung einer LPG Frohe Zukunft vorgenommen, deren erster Vorsitzender Alwin Abel war. Als Dorf vollgenossenschaftliches Dorf erfolgte am 7. Juli 1958 der Zusammenschluss mit der LPG Kurt Bürger in Dobbertin. Im Vorstand waren Karl Garling und Karl Westphal aus Spendin. 1967 brannte der Kuhstall durch von Soldaten der NVA abgeschossene Leuchtmunition bis auf die Grundmauern ab. Heute werden die Flächen von der Agrargenossenschaft Dobbertin genutzt.

### Gutshaus und Park

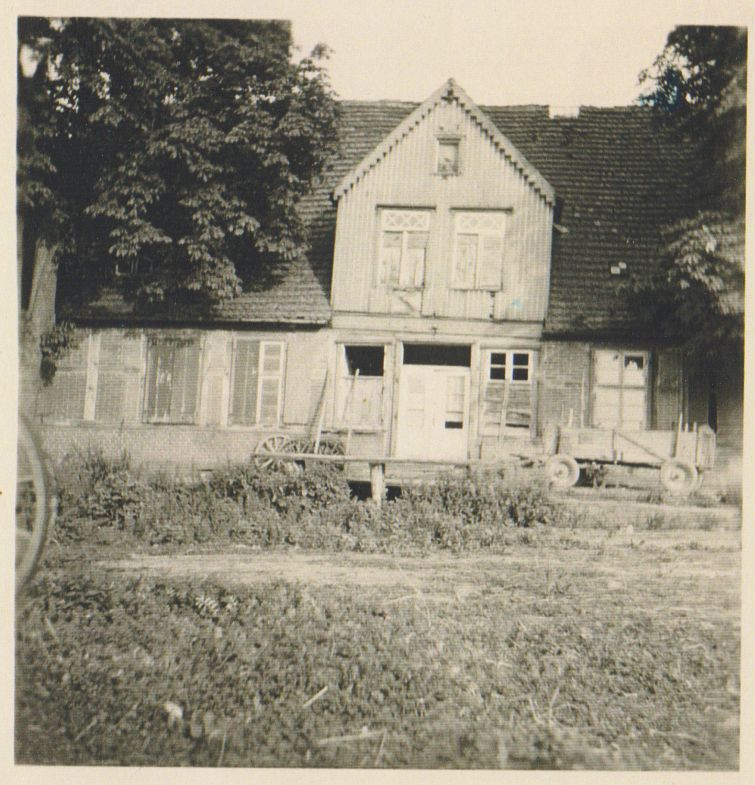
Pächterhaus (1960)

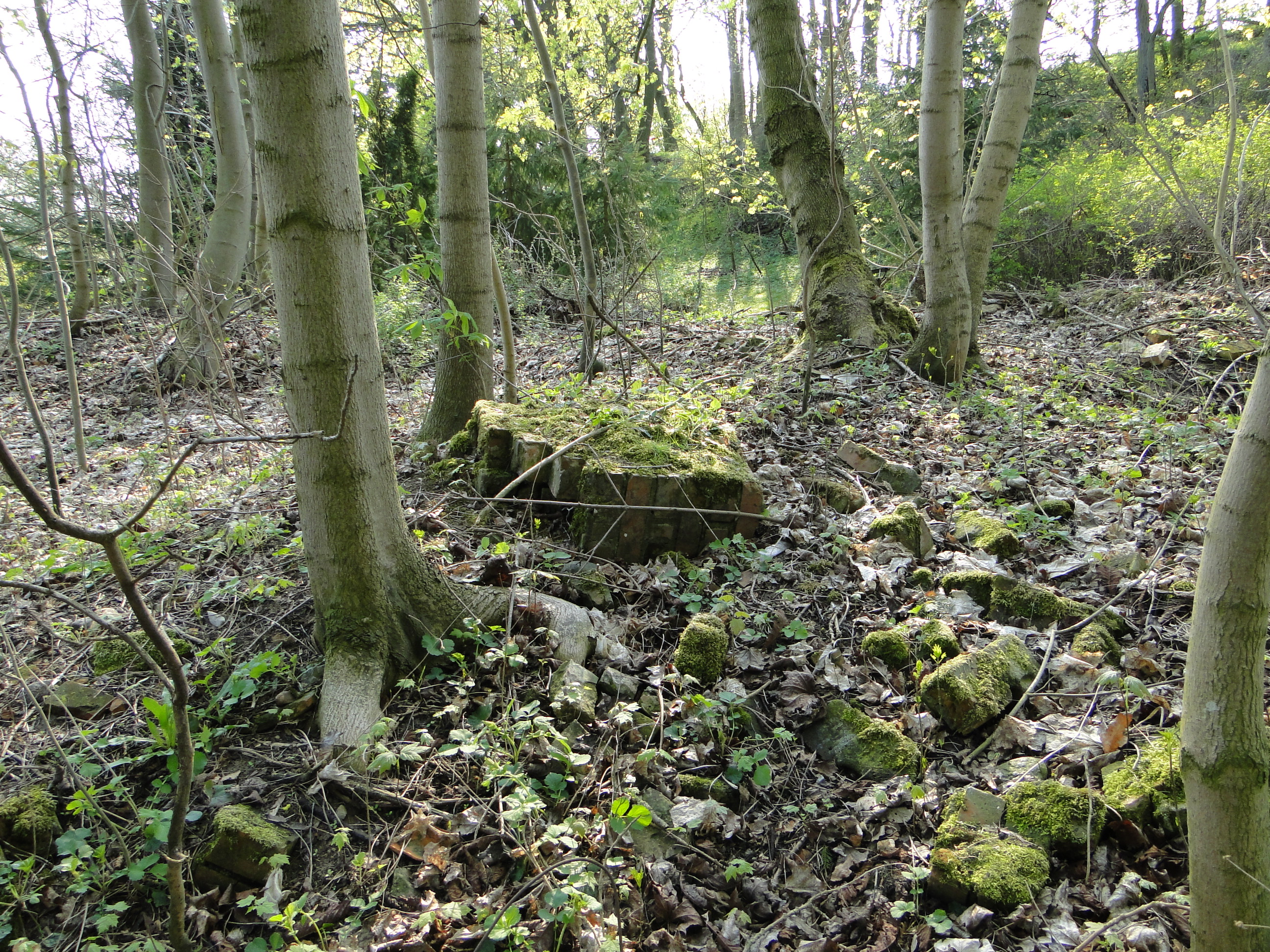
Fundamentreste des ehemaligen Gutshauses (2011)

1706 wurde ein Wohnhaus auf der Meyerey Spennien erwähnt.
Das neue eingeschossige Verwalterhaus auf dem Hofe zu Spendin wurde 1754 durch das Dobbertiner Klosteramt errichtet. In dem Hauptregister des Klosteramtes von 1754 ist dazu vermerkt, dass 23 600 Mauersteine und 26 500 Dachsteine aus der klostereigenen Ziegelei Lähnwitz angeliefert wurden. Die Arbeiten wurden durch den Maurermeister Fickenwirth und den Zimmerermeister Grebbin vom Klosteramt ausgeführt, die geschnittenen Eichen als Bau-Holz lieferten die Säger Eickholtz und Maudt und den Fundamentgraben mit den Feldsteinen schafften Eickelberg mit Consorten, seien Hilfsarbeitern. Nördlich vom Gebäude befand sich der Brunnen.
Nach einer Gebäudebeschreibung von 1888 soll auf dem Hofe Spendin das Verwalterhaus ein einstöckiges Gebäude aus Eichenfachwerk mit Doppelziegeldach und mit verbrettertem Mittelrisalit gewesen sein. Das Haus war ziemlich gut erhalten, hatte ebenerdig neben Flur, Speisekammer und Küche noch sieben beheizbare Zimmer. Im Dachgeschoss befanden sich an beiden Giebeln ein beheizbares Zimmer mit je einer Kammer. Im Mittelteil befanden sich ebenfalls beheizbare Zimmer und über der zweiten Balkenlage der Räucherboden. An der Längsseite unter der ersten Stube war der Eingang zum Keller. 1934 gab es größere Instandsetzungsarbeiten im Pächterhaus durch die Erneuerung des Hauptschornsteines.
Nach einer Einschätzung des Regierungs-Baurat Heinrich Wehmeyer von der Hochbauabteilung des Kreises Parchim vom 21. Juni 1939 stand das Wohnhaus schon 150 Jahre. Der bauliche Zustand war infolge seines hohen Alters nicht besonders gut. Die Ringwände aus Fachwerk mit Steinausmauerung und Feldsteinfundamenten. Das Dach war mit Biberschwanzziegeln in Kronendeckung eingedeckt gewesen. Im Erdgeschoss befanden sich die Diele, zwei Wohnzimmer, ein Esszimmer, zwei Schlafzimmer, ein Bad, die Küche mit Speise- und Vorratskammer und die Leutestube. Im Dachgeschoss waren sechs Dachstuben, Kammern und Abseiten, über der Kehlbalkenlage befand sich ein großer Räucherboden. Das Haus hatte elektrisches Licht und Wasserleitung. Dazu eine Badeeinrichtung mit Waschtisch im Schlafzimmer und mit einem Wasserleitungsanschluss. Es bedurfte einer vollständigen Umdeckung des Daches und Erneuerung der Treppe.
1963 wurde das ehemalige Pächterhaus wegen Baufälligkeit abgerissen. Das Tonnengewölbe des Kellers ist noch vorhanden und wird von Fledermäusen als Winterquartier genutzt.
Nordöstlich des Gutshauses befand sich am Hang eine kleine Parkanlage, welche heute noch über einen alten Baumbestand, besonders mit Linden, Weiden und Kastanien, verfügt. Von der höchsten Stelle aus ist östlich der Spendiner See zu sehen. Im Obstgarten wurden durch das Mecklenburgische Forstamt Dobbertin 1939 noch 16 Birnenbäume, 141 Kirschbäume, 55 Apfelbäume und 96 Pflaumenbäume gezählt. Dabei wurde ein vermehrter Bestand von 41 Kernobstbäumen und 175 Steinobstbäumen festgestellt. Bei den Weiden gab es einen Fehlbestand von 30 Stück gegenüber dem Soll nach § 7 im Pachtvertrag.
Teile der Parkanlage werden heute privat als Garten genutzt.

### Gebäude im Dorf
In Spendin gab es nach dem 1861 von C. F. Schmidt im Auftrag des Dobbertiner Klosteramtes vermessenen und gezeichneten Plan vom Hof nur einen vier- und einen dreihischigen Kathen mit Stallungen und Gärten.
Diese eingeschossigen Fachwerkhäuser hatten drei bzw. vier Wohnungen mit eigenem Eingang. Im dreihischigen Kathen aus ausgemauertem Eichenfachwerk mit Ziegeldach wohnten Garling, Möller I. und Fründt. Im vierhischigen Kathen mit einer Altenteil-Wohnung, auch aus ausgemauertem Eichenfachwerk mit Ziegeldach, wohnten Brasch, Brust und Möller. Diese Gebäude existieren nicht mehr. Etwa an dieser Stelle gibt es einen ehemaligen Schnitterkaten, der vor 1890 errichtet wurde. Die Tagelöhner-Gärten wurden von Garling, Fründt, Brasch, Brust, Möller I. und II. mit einem Altenteil-Garten bewirtschaftet.
Mit Beginn der Pachtzeit von Wilhelm Leplow begann ab 1921 in den beiden etwas abseits vom Hof gelegenen alten Katen eine neuzeitliche Instandsetzung. Am dreihischigen Katen I. wurde 1927 die Rückseite und die beiden Giebel erneuert. Da auch die dahinter liegenden Ställe dahinter baufällig waren, wurde 1928 ein neuer dreihischiger Katenstall errichtet. Der 1930 umgebaute vierhischige Katen II. erhielt einen neuen zweihischigen Katenstall. 1937 wurden im Katen I. die drei Küchen mit den Herdglocken erneuert. Dort befanden sich auch die Schweizer- und Schnitterwohnungen. Problematisch war nur zur Erntezeit die Unterbringung der Wanderarbeiter.
Die Wasserversorgung erfolgte durch einen Brunnen mit eiserner Pumpe, der sich zwischen beiden Katen befand, doch nicht sehr ergiebig war. Auch die Wasserverhältnisse in Spendin waren von je her mangelhaft.
1939 wurde noch ein Landarbeiterdoppelhaus gebaut. Bis 1941 sollten die Zufahrtswege von der Landstraße zum neuen Dorf und zum Domänenhof gepflastert werden und die Katen durch die Eigenanlage des Hofpächters mit elektrischem Licht versehen werden.
Das Dorfbild wird heute durch die zu Wohnungen umgebauten ehemalige Speicher, die modernisierten Schnitterkaten und einigen Neubauernhäusern geprägt.

## Besonderheiten

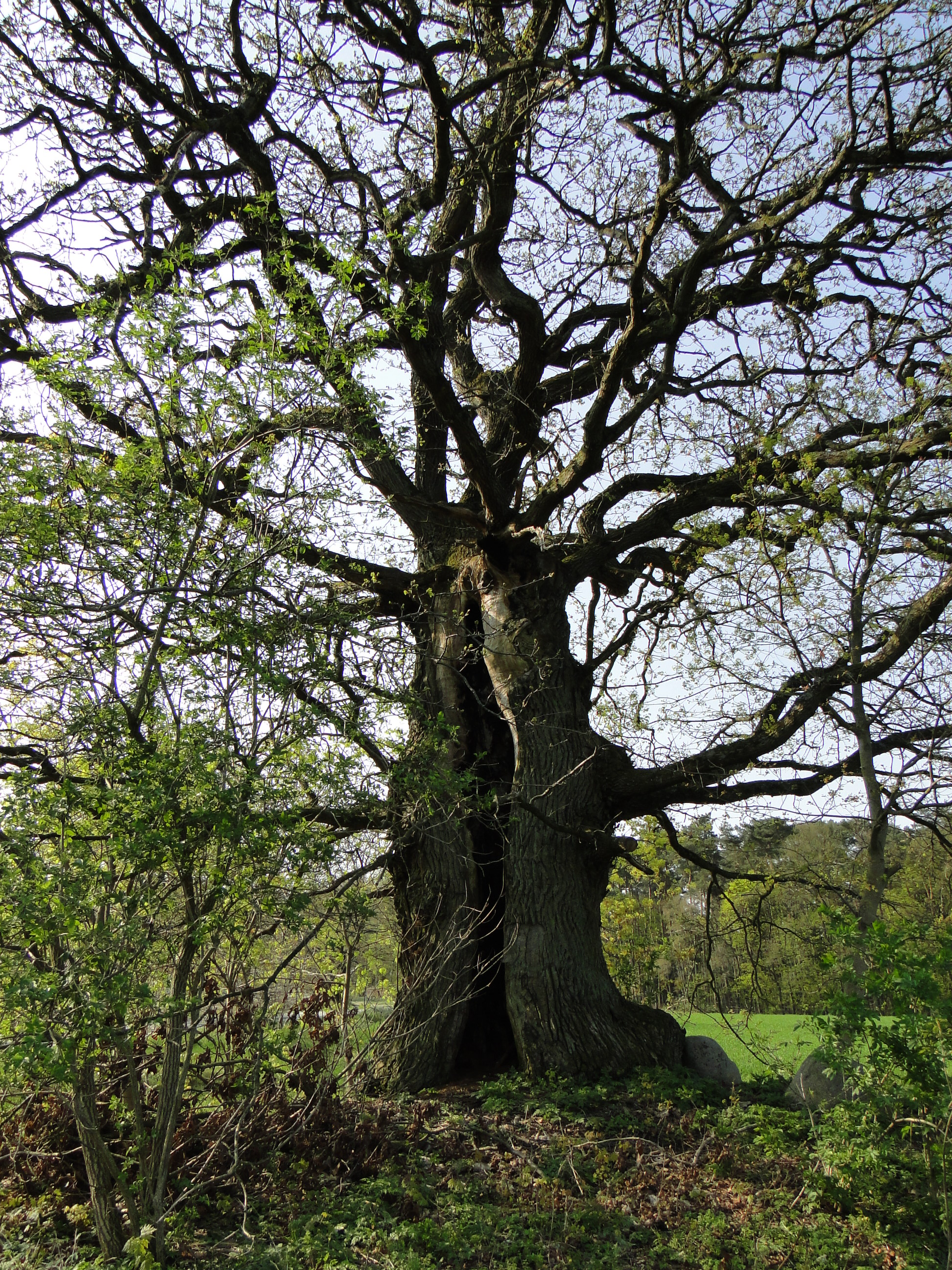
Schäfereiche bei Spendin (2011)

### Spendiner Schäfereiche
Einer alten Sage nach soll ein Fremder auf dem Hof Spannin ein Pferd gestohlen haben. Verfolgt vom Landreiter als Gendarm des Klosteramtes mit mehreren Helfern, bat der Pferdedieb unterwegs den Schäfer auf das Pferd zu achten, da er schnell seine Notdurft verrichten müsse. Der Schäfer wurde alsbald mit dem Pferd ertappt, der Dieb dagegen war spurlos verschwunden. Obwohl er seine Unschuld beteuerte, wurde der Schäfer vom Kloster-Amtsgericht wegen Pferdediebstahl zum Tode verurteilt. Auf dem Weg zum Gerichtsberg stieß er seinen Handstock tief in die Erde und rief: So wahr ich unschuldig bin, so wahr wird dieser Stecken ausschlagen. Kaum war der Schäfer hingerichtet, trieb der Handstock aus Eiche Blätter und Zweige und wurde bald eine stattliche Eiche. Die Stieleiche hat mittlerweile einen Stammumfang von etwa 5,5 Metern und ist ein geschütztes Naturdenkmal. Trotz ihres hohen Alters steht sie heute noch westlich von der Ortschaft Spendin an der Landstraße von Dobbertin nach Lohmen in Richtung Güstrow.
Nach dem Volksmund und der alten Sage wird die Eiche heute noch Schäfereiche, auf Plattdeutsch Scherperseik genannt.

### Der Gerichtsberg und Hexenprozesse
Bis Mitte des 17. Jahrhunderts wurden auch im Klosteramt Dobbertin Hexenprozesse durchgeführt und Todesurteile von Scharfrichtern vollstreckt. Von 1594 bis 1682 sind bisher 25 Hexenprozesse, allein 15 in Dobbertin bekannt.
Nicht weit entfernt von den Spendiner Tannen in Richtung der Ortschaft Spendin befindet sich auf einer Anhöhe der Dobbertiner Gerichtsberg und ist heute noch als Dat Gericht bekannt. Der Gerichtsberg hatte wohl nicht zu Unrecht diesen Namen erhalten, denn einst stand hier der Galgen des Klosteramtsgerichts und es wurden die Urteile gesprochen. Dat Gericht war bewusst nahe am Landweg von Dobbertin nach Güstrow errichtet worden, um so besser Räuber und Gesindel abschrecken und diese von Dobbertin fernhalten zu können. Auch auf der Klosterkarte des Landvermessers Fritz von See ist 1777 das Flurstück mit dem Namen Bei dem Gerichtsberg verzeichnet worden.
Ab 1594 und in den folgenden Jahrzehnten soll in Dobbertin das Kloster-Amtsgericht bei 15 stattgefundenen Hexenprozessen 9 Todesurteile durch Verbrennung auf dem Scheiterhaufen ausgesprochen haben. 1595 wurden nach Folterungen Anna Fischer, Anne Stindemann und Lena Hovemann wegen Hexerei und Zauberei auf dem Scheiterhaufen verbrannt. 1674 fand auf dem Gerichtsberg im Beisein des Klosterhauptmanns Christoph Friedrich von Jasmund, dem Syndicus Dr. Joachim Nesen und dem Güstrower Scharfrichter Claus Lowens mit der Thetzlaff die letzte Dobbertiner Verbrennung auf dem Scheiterhaufen statt.
Bei Todesurteilen wurde zur Urteilsfindung die Juristische Fakultät der Universität Rostock um Rat gebeten, bei zu erwartenden milderen Urteilen befragte man die Juristische Fakultät der Universität Greifswald. Die Verhandlungen fanden im Amtshaus der Klostervorsteher statt. Das Klostergefängnis befand sich im ehemaligen Pforthaus.

## Denkmale

### Naturdenkmal
Die Stieleiche (Quercus robur) mit einem Stammumfang von etwa 5,5 Metern, auch Schäfereiche genannt, linksseitig der Landstraße L 017 von Dobbertin in Richtung Güstrow.

### Baudenkmal
Der Meilenstein an der Landstraße L 017 von Dobbertin in Richtung Güstrow.

## Persönlichkeiten
- Ludwig (Franz Vollrath Christian) Lierow (1800–1874), Amtsschreiber, Registrator, Amtsaktuar im Klosteramt Dobbertin.
- Gustav Lierow (1813–1891), Pastor 1838–1891 in Lohmen, Dichter und Schriftsteller.
- Hugo Seemann (1856-1932), Landwirt und Sozialreformer, Ökonomierat und Ehrendoktor der Universität Rostock
- Karl Seemann (1886–1943), deutscher Politiker (NSDAP), Reichstagsabgeordneter der NSDAP und Landesbauernführer.

### Ungedruckte Quellen
Landeshauptarchiv Schwerin (LHAS)
- LHAS 1.5-4/3 Urkunden Kloster Dobbertin
- LHAS 2.12-3/5 Kirchenvisitationen
- LHAS 3.2-3/1 Landeskloster / Klosteramt Dobbertin
- LHAS 3.2-4 Ritterschaftliche Brandversicherungsgesellschaft (1782 – 1932)
- LHAS 5.11-2 Landtagsversammlungen, Landtagsverhandlungen, Landtagsprotokolle, Landtagsausschuß
- LHAS 5.12-3/1 Mecklenburg-Schwerinsches Ministerium des Innern. Landgemeinde Spendin.
- LHAS 5.12-4/2 Mecklenburgisches Ministerium für Landwirtschaft, Domänen und Forsten
- LHAS 5.12-9/5 Landratsamt Parchim.

Landeskirchliches Archiv Schwerin (LKAS)
- LKAS, OKR Schwerin, Dobbertin, Personalia und Examina.

Universität Rostock
- Universitätsarchiv und Kustodie, Juristisches Fakultät, Spruchakten Hexenprozesse.

Kreisarchiv Nordwestmecklenburg
- N 20 Guts- und Herrenhäuser in Mecklenburg-Vorpommern.

### Gedruckte Quellen
- Mecklenburgisches Urkundenbuch (MUB)
- Mecklenburgische Jahrbücher (MJB)
- (Groß) Herzoglich Mecklenburg-Schwerinscher Staats-Kalender, Schwerin 1767–1918, Nr. 1–143.

## Karten
- Bertram Christian von Hoinckhusen: Mecklenburg Atlas um 1700 mit Beschreibung der Aemter, Blatt 61 Beschreibung des Klosteramts Dobbertin.
- Topographisch oeconomisch und militaerische Charte des Herzogthums Mecklenburg-Schwerin 1758, Klosteramt Dobbertin mit der Sandpropstei vom Grafen Schmettau.
- Direktorial-Vermessungskarte Von dem Hochadelichen Dobbertinschen Klosteramt 1759.
- Wiebekingsche von Mecklenburg 1786.
- Charte von den Besitzungen des Klosters Dobbertin, Abteilung I. 1822, enthält Spendin, angefertigt nach den vorhandenen Gutskarten Anno 1822 durch S. H. Zebuhr.
- Brouillion von dem Dorffelde Dobbertin zum Hochadel Kloster Dobbertin auf Verordnung Gemeinschaft Directorial Commission vermessen aus 1771 durch Fritz von See, retcifiert und gezeichnet im Jahre 1824 von C. A. Stüdemann.
- Charte von der Dorffeldmark Dobbertin vermessen durch F. von See, eingeteilt und chartiert 1842/43 durch H. C. Stüdemann, copiert 1868 durch S. H. Zebuhr.
- Plan von den Hof- nebst Kathen- Stellen und Garten zu Spendin. Klosteramt Dobbertin 1861 von G. F. Schmidt.
- Preußische Landes-Aufnahme 1880, Großherzogthum Mecklenburg-Schwerin 1882, Dobbertin Nr. 946.
- Wirtschaftskarte Forstamt Dobbertin 1927/1928.
- Offizielle Rad- und Wanderkarte Naturpark Nossentiner/Schwinzer Heide 2010.